# Еберхард VIII фон Ербах-Ербах
Еберхард VIII фон Ербах-Ербах (на немски: Eberhard VIII von Erbach-Erbach; * пр. 1341; † 3 септември 1373) е шенк на род Ербах в Ербах в Оденвалд.

## Произход
Той е вторият син на шенк Конрад III фон Ербах-Ербах (IV) (* пр. 1296; † 5 юни 1363) и съпругата му Ида фон Щайнах (* пр. 1316; † 1365), дъщеря на Бопо фон Щайнах († 1325) и Агнес. Внук е на шенк Еберхард V фон Ербах-Ербах († 1303) и Агнес фон Бройберг († 10 юни 1302).
По-големият му брат е шенк Конрад V фон Ербах-Ербах „Млади“ (* пр. 1335; † 1381).
През 1341 г. той става рицар. Той умира на 3 септември 1373 г.

## Фамилия
Еберхард VIII фон Ербах-Ербах се жени пр. или сл. 3 април 1347 г. за графиня Елизабет фон Катценелнбоген (* пр. 1328; † сл. 6/16 април 1385), дъщеря на граф Еберхард III фон Катценелнбоген († 1328) и Агнес фон Бикенбах († 1354). Те имат седем деца:
- Елизабет († 25 юли 1368)
- Улрих († 10 април 1369)
- Еберхард X (* пр. 1374; † 23 април 1425), шенк на Ербах-Ербах, женен за Елизабет фон Кронберг († 18 октромври 1411)
- Конрад († 1427), кустос във Вормс, домхер в Майнц
- Маргарета (* пр. 1365; † 1395), омъжена I. за Конрад VI фон Вайнсберг-фон Бройберг (* пр. 1330; † 1366), II. пр. 1 ноември 1376 г. за граф Вилхелм II фон Еберщайн в Ной-Еберщайн (* пр. 1360; † 9 март 1385)
- Ида († сл. 1401), омъжена I. за Конрад II фон Хоенфелс (* пр. 1368; † сл. 22 април 1392), II. пр. 27 март 1401 г. за фогт Николаус V фон Хунолщайн († сл. 28 февруари 1431)
- Агнес (* ок. 1395; † 1423), омъжена за шенк Конрад VII фон Ербах († 23 юни 1423), син на шенк Конрад IV фон Ербах the Presbyter († 18 март 1390) и Анна фон Бруке († 22 май 1370)